# Момин двор
Връх Момин двор (Момини двори) е гранитен карлинг в Пирин планина с височина 2723 метра. Намира се в Северен Пирин на главното планинско било. Върхът има ясно изразена пирамидална форма и е формиран от ерозивното действие на ледници в трите съседни циркуса - Валявишки циркус, Поповоезерен циркус и циркус Белемето.
Три къси проходими седловини свързват Момини двори със съседните му върхове. Западно от Момини двори се намира връх Валявишки чукар. По седловината между него и Момини двори се преминава от циркус Белемето към Валявишки циркус (по маркирана с оранжеви петна пътека от заслон Тевно езеро към връх Джангал). Седловината Лява краледворска порта свързва Момини двори с разположения на югоизток връх Кралев двор. През нея минава основната, маркирана в синьо пътека (до Попово езеро) от заслон Тевно езеро към Краледворски циркус и хижа Безбог. На североизток от връх Момини двори се отделя мощното Полежанското странично било. Там е разположен съседния връх Джангал. Портата между него и връх Момини двори е трудно проходима, през нея може да се мине от Валявишки циркус към Краледворски циркус.
Момини двори може да се изкачи за около 40 минути по стръмна пътека по западния ръб от заслон Тевно езеро.

## Галерия
- в. Момини двори, изглед към Валявишкия циркус от премката над з. Тевно езеро. Вляво от в. Момин двор се вижда в. Джангал и едноименния скален ръб.
- в. Момини двори, гледан от западния бряг на Тевно езеро.
- в. Момини двори и едно от Рибните езера.